# Piper pringlei
Piper pringlei är en pepparväxtart som beskrevs av C. Dc.. Piper pringlei ingår i släktet Piper och familjen pepparväxter. Inga underarter finns listade i Catalogue of Life.